# زاکری پیکوک
زاکری پیکوک (انگلیسی: Zachery Peacock؛ زادهٔ ۱۳ اکتبر ۱۹۸۷) بازیکن بسکتبال اهل ایالات متحده آمریکا است.